# Deadgirl
Pour plus de détails, voir Fiche technique et Distribution.
Deadgirl est un film d'horreur américain, réalisé par Marcel Sarmiento et Gadi Harel et écrit par Trent Haaga en 2008, sorti en France au Festival du film fantastique de Gerardmer le 31 janvier 2010, et aux États-Unis le 15 septembre 2009.

## Synopsis
Rickie (Shiloh Fernandez) et J.T. (Noah Segan), sont deux lycéens qui décident pendant un jour d'école de sécher les cours. J.T. propose à Rickie d'aller dans un hôpital voisin désaffecté, qu'il connait déjà depuis pas mal de temps, celui-ci accepte. Une fois sur place, ils s'amusent à mettre un grand désordre dans tout le bâtiment, et, plus tard, ils descendent au sous-sol. Après avoir ouvert une porte menant dans une pièce assez sombre, ils découvrent le corps d'une jeune femme nue enchaînée à une table et recouverte d'un plastique. Comme elle bouge, ils constatent qu'elle est vivante. Rickie veut appeler la police mais J.T. s'oppose. La trouvant très belle, J.T. décide de la violer, ce qui va profondément choquer Rickie.

## Production
Le film a été tourné à Santa Maria, en Californie. Deadgirl est le premier long métrage de Hollywoodmade, une société de production de Los Angeles. Le film a été déclaré Rated R aux États-Unis pour la sexualité, la nudité, la violence et le langage. En France, ce film est interdit aux moins de 16 ans.

## Fiche technique
- Réalisation : Marcel Sarmiento (en) et Gadi Harel
- Scénario : Trent Haaga
- Production : Gadi Harel et Marcel Sarmiento (en)
- Musique originale : Joseph Bauer
- Photographie : Harris Charalambous
- Montage : Phillip Blackford
- Décors : Diana Zeng
- Costumes : Lynn Haaga
- Durée : 101 minutes
- Pays :  États-Unis
- Langue : anglais
- Distribution : Hollywoodmade
- Format : couleur
- Dates de sortie : 
  - Canada : 6 septembre 2008 (première)
  - États-Unis : 19 septembre 2008
  - France : 31 janvier 2009 (directement en DVD)

## Distribution
| Acteur               | Rôle         |
| -------------------- | ------------ |
| Shiloh Fernandez     | Rickie       |
| Noah Segan           | J.T.         |
| Michael Bowen        | Clint        |
| Candice Accola       | Joann        |
| Andrew DiPalma       | Johnny       |
| Eric Podnar          | Wheeler      |
| Nolan Gerard Funk    | Dwyer        |
| Christina Blevins    | Amanda       |
| Kelle Cantwell       | Britt        |
| Shushig DerStepanian | Elizabeth    |
| David Alan Graf      | Mr. Harrison |
| Dustin Hess          | Walter       |
| Susan Marie Keller   | Nikki        |
| Christina Masterson  | Rosie        |
| Jenny Spain          | Deadgirl     |